# Abulug, Cagayan
Abulug là một đô thị hạng 4 ở tỉnh Cagayan, Philippines. Theo điều tra dân số năm 2000, đô thị này có dân số 26.683 người trong 5.297 hộ.

## Các khu phố (barangay)
Abulug được chia thành 20 khu phố (barangay).
| - Alinunu - Bagu - Banguian - Calog Norte - Calog Sur - Canayun - Centro (Pob.) - Dana-Ili - Guiddam - Libertad | - Lucban - Pinili - Santa Filomena - Santo Tomas - Siguiran - Simayung - Sirit - San Agustin - San Julian - Santa Rosa - Sawang - Murut |